# Антон Худобин
Антон Валерјевич Худобин (рус. Анто́н Вале́рьевич Худо́бин; 7. мај 1986, Уст Каменгорск, Совјетски Савез) професионални је руски хокејаш на леду који игра на позицији голмана.
Тренутно игра за екипу Каролина харикенси из Ралија (Северна Каролина) који се такмичи у Националној хокејашкој лиги (од 2013).
Са репрезентацијом Русије освојио је златну медаљу на Светском првенству 2014. у Белорусији.

## Клупска каријера
Професионалну играчку каријеру Худобин је започео у првенству Русије, у екипи Металурга из Магнитогорска у сезони 2004/05, а након тога одлази у Америку где целу наредну сезону игра у јуниорској екипи Саскатун блејдса. Потом се враћа у Магнитогорск у којем је у сезони 2006/07. одиграо укупно 19 утакмица (укључујући и 3 утакмице у плеј-оф серији).
Наредне три сезоне провео је у јуниорским и нижерангираним америчким екипама. У НХЛ лиги дебитовао је 4. фебруара 2010. у дресу екипе Минесота Вајлдси (која га је изабрала још као јуниора на драфту 2004, као 206. пик у седмој рунди). У тој утакмици Худобин је ушао са клупе, заменивши повређеног првог голмана екипе Џоша Хардинга. У дебитантској утакмици остварио је 9 одбрана. Већ два дана касније започео је утакмицу против Флајерса у стартној постави, и са 38 одбрана (од 39 шутева) проглашен је за најбољег играча утакмице (Вајлдси победили са 2:1). Уједно биле су то и једине две утакмице које је одиграо у првој НХЛ сезони. Ни наредна сезона у дресу Вајлдса није била успешнија за Худобина, пошто је одиграо свега 4 утакмице (све 4 током јануара). Крајем фебруара 2011. трејдован је у Бостон Бруинсе за Џефа Пенера и Мику Лахтонена. Међутим како током сезоне није био у плановима тадашњег тренера Бостона, играо је за њихов резервни тим Провиденс.
Прву утакмицу у дресу Бостона одиграо је 4. априла 2012. против Сенаторса. Бруинси су победили са 3:1, а Антон је проглашен за играча утакмице.
Од сезоне 2013/14. наступа за екипу Харикенса из главног града Северне Каролине Ралија.
Током локаута у НХЛ лиги, у сезони 2012/13. наступао је у КХЛ лиги у дресу Атланта.

### Репрезентативна каријера
За репрезентацију Русије заиграо је на светском првенству за јуниоре 2004, на којем је селекција Русије освојила златну медаљу. Током тог турнира Худобин је бранио на свих 6 утакмица без замене, а занимљиво је да је у утакмици са Финском чак постигао и погодак у 60. минуту (шутирао на празан гол Финаца). Уједно је проглашен и за најбољег голмана тог турнира. Такође је био главни голман и на наредна два јуниорска светска првенства, на којима су Руси освојили две сребрне медаље.
У сениорској репрезентацији Русије дебитвао је у мају 2010. на турниру у Чешкој. Био је део руске екипе која је освојила златну медаљу на Светском првенству 2014, иако није улазио на терен пошто је Сергеј Бобровски био суверени владар руског гола на том турниру.